# 廣誠院
廣誠院（こうせいいん）は、昭和25年に創建された京都市中京区にある臨済宗の寺院。

## 解説
創建者は、明治期に実業家としても活躍し、鹿鳴館の建築など建設業の発展に寄与した、旧薩摩藩士の伊集院兼常である。
現在では一部が改造されているものの、明治期の優れた数寄屋邸宅を伝える貴重な建造物として、京都市の有形文化財に指定されている。

## 庭園
併設する庭園は、高瀬川から引き込まれた水流が敷地内を縦断し、ふたたび高瀬川に流れ出るつくりとなっており、建物と水流が融和する”近代京都造園”の草分け的な庭園とも言われており、京都市指定名勝に指定されている。